# Kris Wu
Kris Wu, nom de scène de Wu Yifan (chinois simplifié : 吴亦凡 ; chinois traditionnel : 吳亦凡 ; pinyin : Wú Yìfán), né le 6 novembre 1990 à Guangzhou, est un acteur, rappeur, chanteur, mannequin sino-canadien et condamné pour de multiples viols, il est actuellement en prison en Chine. Il est un ancien membre du boys band sud-coréano-chinois EXO, ainsi que sa sous-unité EXO-M.

## Biographie

### Jeunesse
Kris Wu est né Li Jiaheng (chinois : 李嘉恒 ; pinyin : Lǐ Jiāhéng) mais a plus tard changé son nom légal chinois pour Wu Yifan (chinois simplifié : 吴亦凡 ; chinois traditionnel : 吳亦凡 ; pinyin : Wú Yìfán) pour des raisons personnelles. Il est né et a passé son enfance à Guangzhou en Chine. À l'âge de 10 ans, il part s'installer à Vancouver avec sa mère où ils obtiennent la nationalité canadienne.
À l'âge de 15 ans, il retourne à Guangzhou pour une courte période. Il se décrit lui-même alors comme un « élève sportif ». Il est nommé capitaine de l'équipe de basket-ball de son école. Son équipe remporte la première place dans le tournoi junior de la région de la Chine du Sud. Avec cette victoire, il se voit offrir une bourse NCAA basketball et retourne avec sa mère à Vancouver. Dans cette ville, il intègre d'abord le collège Point Grey, puis l'école secondaire Sir Winston Churchill.
Kris a été repéré par la maison de disques SM Entertainment en 2007 en accompagnant un ami qui auditionnait. L'année suivante, il est pris en stage dans l'agence.

## Carrière

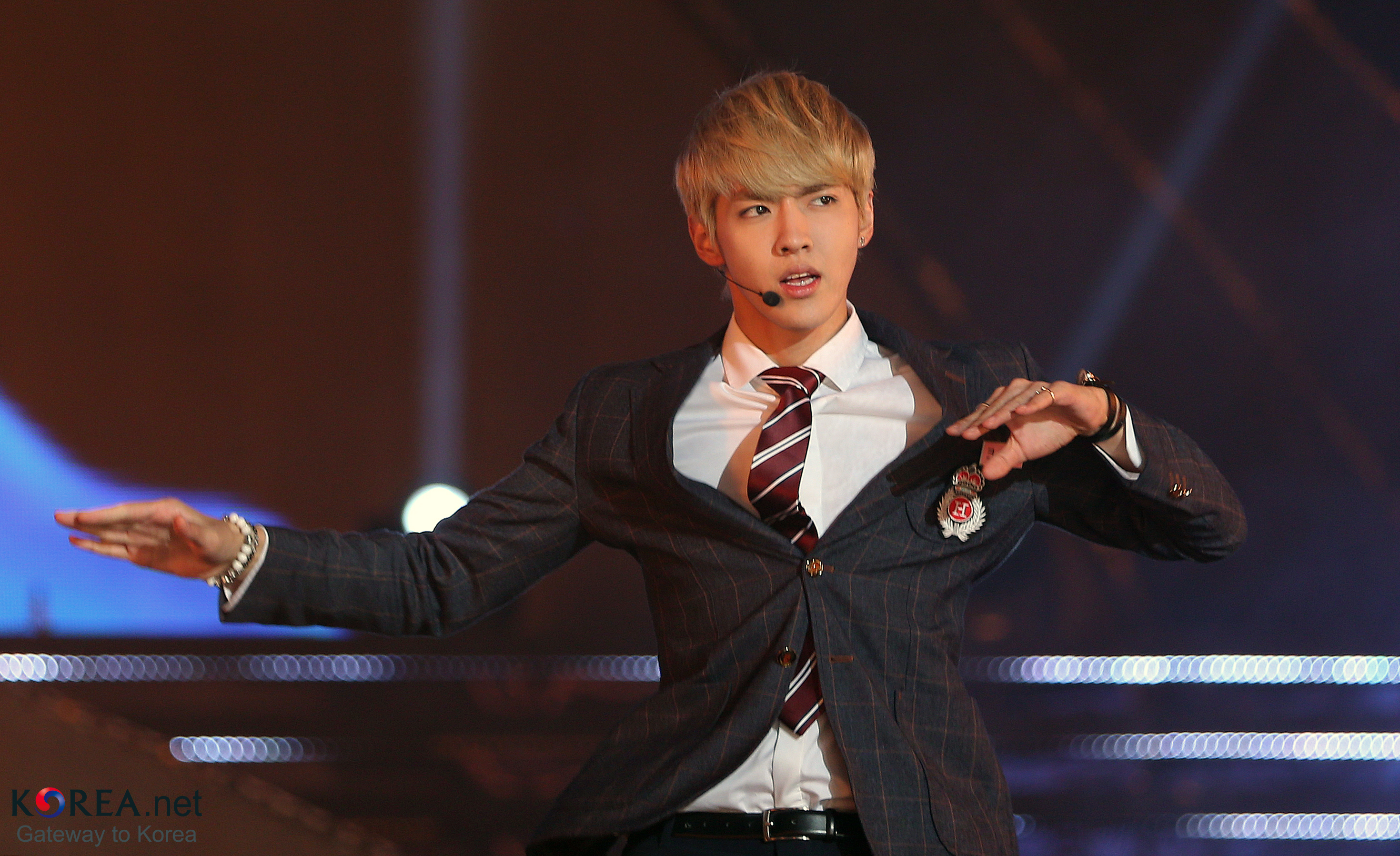
Kris au K-POP World Festival en 2013.

### 2012-2014: EXO
Kris a été présenté comme onzième membre de EXO le 17 février 2012. Le groupe a fait officiellement ses débuts le 8 avril 2012 avec la sortie du single Mama et ont rapidement atteint la gloire seulement un an après leurs débuts, devenant l'un des groupes de K-pop les plus populaires. Ils ont obtenu un énorme succès commercial avec leur premier album studio XOXO et leur chanson phare Growl en 2013. L'album est devenu le premier album en douze ans à se vendre à plus d'un million d'exemplaires en Corée du Sud. La dernière participation de Kris dans EXO était pour la promotion de leur mini-album Overdose qui est sorti en mai 2014 et est devenu l'album le plus vendu de l'année en Corée du Sud.

### 2014-2015: Début d'acteur et une popularité croissante

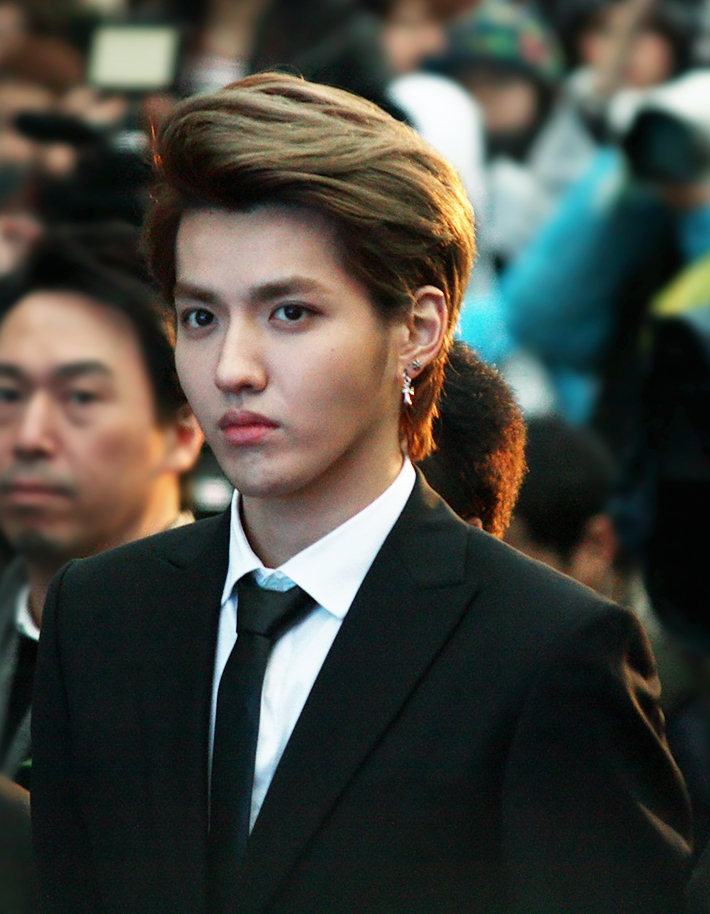
Kris au Hallyu Star Street en mars 2014.

Le 24 juin 2014, un mois après que Kris a quitté EXO, Xu Jinglei a annoncé qu'il rejoindrait le distribution de son nouveau film Somewhere Only We Know. Le film est sorti le 10 février 2015 et se place au top des ventes en amérique pour un film chinois. Il sort une chanson intitulée There Is a Place pour la bande originale du film. Kris a remporté le prix du Meilleur nouveau venu au Festival des étudiants en cinéma de Beijing et au 3e Festival international du film chinois de Londres pour sa prestation[réf. souhaitée].
Il sort sa première chanson solo Time Boils the Rain dans le cadre de la bande originale du film chinois Tiny Times 3.
Kris a été invité par Vogue China à assister au Met Gala en mai. Avec Chen Kun, il était le premier acteur masculin chinois à faire une apparition lors de l'événement du tapis rouge. InStyle a rapporté que Kris était la 4ème célébrité la plus tweetée au Gala Met après Justin Bieber, Rihanna et Beyoncé. Il est aussi devenu la célébrité la plus jeune à avoir une statue de cire au musée de Madame Tussauds à Shanghai et a été nommé « Rookie de l'année » par Esquire Chine.
En novembre, Kris a sorti "Bad Girl" comme cadeau pour ses fans. Il a participé à l'écriture des paroles et à la composition de la chanson. Son deuxième film, M. Six est sorti le 24 décembre 2015, et est devenu un succès au box-office. Il a rapporté plus de 137 millions de dollars US et est l'un des films les plus rentables en Chine. Lors des Sina Weibo Awards, Kris a remporté le « Strong New Actor Award » pour sa performance dans le film.
Il a fait la couverture de 17 magazines dont Harper's Bazaar, Marie Claire, Grazia, L'officiel Hommes et Vogue China (aux côtés de Kendall Jenner et pour lequel il est devenu la première célébrité masculine à être sur la couverture depuis sa création) et a également été nommé comme la 42e célébrité la mieux payée en Chine par Forbes.

### Depuis 2016: Une consécration internationale
En janvier 2016, Kris a reçu le Weibo King 2015 aux Sina Weibo Awards. En avril, il a reçu le prix du « Acteur de Chine continental de l'année » aux GMIC Awards 2016.
Kris a ensuite fait une petite apparition dans le film de Stephen Chow, The Mermaid. Sina a déclaré que son personnage dans le film a été spécifiquement écrit pour lui. Le film est sorti le jour du nouvel an chinois et est devenu le plus gros succès de tous les temps en Chine ainsi que le premier film à générer 500 millions de dollars américains en dehors de l'Amérique, selon Forbes.
Kris a fait ses débuts sur le podium au Burberry's Fall 2016 Men's Show à Londres. En dehors de cela, Kris a été invité à participer à la NBA All Star Celebrity Game. Le match de basket a eu lieu le 12 février 2016.
En août, est sorti le film Sweet Sixteen qui a reçu des critiques positives, Kris a été acclamé par la critique pour sa performance. Il a été récompensé pour le « Nouveau venu avec le plus d'attention médiatique » au Festival international du film de Shanghai. Il a également publié une chanson qu'il a écrite lui-même From Now On pour la bande originale du film.
Le 26 octobre, Kris a assisté au Festival international du film de Tokyo pour représenter ses films Mr Six et Sweet Sixteen. Il a reçu le prix du meilleur acteur aux Gold Crane Awards pour sa prestation dans Sweet Sixteen.
En novembre, il sort son premier single en anglais intitulé July, dans le cadre de son concert d'anniversaire. C'est le deuxième single d'un artiste chinois pour être dans le Top 50 de l'iTunes américain.
En janvier 2017, il est à l'affiche du film XXX: Reactivated aux côtés de Vin Diesel et Donnie Yen, réalisé par D. J. Caruso. C'est son premier film américain, marquant ses débuts à Hollywood. Le 19 janvier, il sort le single Juice pour la bande originale du film, avec son clip vidéo dans lequel apparaît Vin Diesel.
Un an après son apparition dans The Mermaid, Kris a joué dans un autre film de Stephen Chow, Journey to the West: The Demons Strike Back, où il incarne Tang Sanzang. Le film est sorti le 28 janvier. Il a sorti le single Good Kid avec Tan Jing comme bande originale du film.
Il est également à l'affiche du film Valérian et la Cité des mille planètes, réalisé par Luc Besson où il incarne le rôle du Capitaine Neza et dans le futur thriller hong-kongais Europe Raiders au côté de Tony Leung Chiu-wai.
Le 11 octobre, Kris a sorti un nouveau single intitulé Deserve en featuring avec Travis Scott. La chanson s'est classé à la première place des charts iTunes américain du classement global et dans la catégorie Hip-Hop en seulement trois heures. En décembre, il a mis en ligne un titre portant le nom B.M. Le jour de Noël, il a sorti un nouveau single pour l'occasion, intitulé Miss You, en collaboration avec Zhao Liying. Le clip a été posté le 28 décembre.
Le 18 janvier 2018, il a participé vocalement dans le single inédit 18, en collaboration avec Rich Brian, Trippie Redd, Joji et Baauer. Le 25 avril, Kris Wu a signé un contrat exclusif avec Universal Music Group. Le 18 mai, il sort un titre inédit "Like That" qui est un extrait de son futur premier album studio qui est sorti le 2 novembre de la même année.

## Publicité
En 2015, Kris est devenu l'ambassadeur de la jeunesse pour le 3ème festival international du film de la route de la soie à Xian.
En 2016, il est devenu le premier endosseur de Mixxtail. Mercedes-Benz l'a choisi comme ambassadeur de sa marque en Chine pour sa division smart et a présenté l'édition limitée "Kris Wu Edition" smart. Le chanteur a également été nommé ambassadeur mondial d'I.T Cashback Card sous American Express Hong Kong. La marque a fait de lui le conseiller design en chef et le visage de leur dernière marque interne, Under Garden. Il a conçu le lookbook pour la dernière collection. Burberry a choisi Kris comme ambassadeur mondial en 2016, faisant de lui la première personne non-britannique ainsi que la première personne asiatique à être le visage de la marque. Il a notamment été rapporté que la marque a connu une croissance des ventes et une sensibilisation auprès des acheteurs chinois grâce à la campagne du chanteur.
Wu a fait ses débuts internationaux en tant qu'ambassadeur de la marque Bulgari au Baselworld en 2017.

## Philanthropie
En juin 2014, Kris a rejoint Heart Ali, un projet initié par Fan Bingbing et Chen Lizhi (le directeur général de Beijing Maite Media). Le projet caritatif vise à aider les enfants souffrant de malformation cardiaque congénitale dans la préfecture de Ngari au Tibet.
Le 21 janvier 2016, il a lancé son propre projet de charité intitulé Extraordinary Honorary Court (不凡荣誉球场), un projet de collaboration avec Sina, Weibo Sports et Weibo Charity. L'objectif est de diffuser le basket-ball dans les écoles secondaires en Chine pour encourager tous les jeunes qui aiment ce sport à poursuivre leurs rêves à continuer de le pratiquer. Il a également été annoncé en tant qu'ambassadeur du programme junior de NBA en Chine et fait partie du groupe de mentors du programme.

## Conflit avec SM Entertainment
Le 15 mai 2014, Kris porte plainte contre le label, en leur reprochant de l'avoir exploité sans avoir tenu compte de ses droits civils et de lui avoir offert que très peu d’opportunités d’évolution. Il n’aurait eu aucun pouvoir de décision sur ses performances et les autres événements du groupe. Il s’est retrouvé dans d’importantes difficultés financières et n’aurait pas reçu la totalité de ses bénéfices,.
Le 30 juillet 2015, SM Entertainment a intenté un procès contre Kris et les entreprises chinoises travaillant avec lui, au tribunal de Pékin déclarant : « Son action a causé de sérieux conflits et des dommages financiers aux contrats qu'EXO a impliqué en Corée et ailleurs, nous exigeons qu'il assume la responsabilité ». Le lendemain, le chanteur a fait une déclaration pour se défendre et dénonce que la SM l'avait demandé avec force de quitter EXO pendant quelques mois mais aussi qu'il a toujours été traité de manière injuste et oppressive. Le traitement discriminatoire de l'agence, le traitement insupportable et le manque de vacances ont entraîné un grave problème de santé pour lui. À partir de juillet 2013, Kris a travaillé en prenant des médicaments et, en janvier 2014, il a été diagnostiqué d'une myocardite en Chine. Malgré ces situations, la compagnie ne s'occupait pas de ce dernier et de sa santé. En outre, en raison de l'allocation injuste des bénéfices et du manque de soutien dans le développement de celui-ci, il a perdu toute confiance dans la gestion de la SM,.
Le 21 juillet 2016, la SM Entertainment publie un communiqué indiquant qu'un accord fut trouvé concernant les poursuites judiciaires entre elle et ce dernier.

## Condamnation pour viol
En août 2021, Kris Wu est arrêté par les autorités chinoises, à la suite d'accusations de viols sur une étudiante de 17 ans. En octobre 2022, il est condamné à 13 ans de prison pour viol.

## Filmographie

### Films
| Année | Titre                                       | Rôle           | Remarques       |
| ----- | ------------------------------------------- | -------------- | --------------- |
| 2015  | Somewhere Only We Know (en)                 | Ze Yang        | Rôle principal  |
| 2015  | Mr. Six (en)                                | Xiao Fei       | Rôle secondaire |
| 2016  | The Mermaid                                 | Long Jianfei   | Caméo           |
| 2016  | So Young 2: Never Gone (en)                 | Cheng Zheng    | Rôle principal  |
| 2016  | Sweet Sixteen (en)                          | Xia Mu         | Rôle principal  |
| 2016  | L.O.R.D: Legend of Ravaging Dynasties (en)  | Yin Chen       | Rôle principal  |
| 2017  | Journey to the West: The Demons Strike Back | Tang Sanzang   | Rôle principal  |
| 2017  | Valérian et la Cité des mille planètes      | Capitaine Neza | Rôle secondaire |
| 2017  | XXx: Reactivated                            | Harvard "Nix"  | Rôle secondaire |
| 2017  | Europe Raiders (en)                         | TBA            | TBA             |
| 20xx  | Blossoms                                    |                |                 |

### Émissions télévisées
| Année | Titre                      | Rôle           | Chaîne                               | Notes |
| ----- | -------------------------- | -------------- | ------------------------------------ | --- |
| 2012  | Happy Camp (en)            | Invité         | HBS (en) : Hunan Television          | |
| 2013  | After School Club          | Invité         | Arirang TV                           | Épisode 9 |
| 2013  | Happy Camp (en)            | Invité         | HBS (en) : Hunan Television          | |
| 2013  | Weekly Idol (en)           | Invité         | MBC                                  | Épisodes 103 et 108 |
| 2013  | Infinite Challenge         | Invité spécial | MBC                                  | Épisode 345 |
| 2013  | Running Man                | Invité         | SBS                                  | Épisodes 171 et 172 avec EXO sans Park Chanyeol                                                                               |
| 2013  | Cool Kiz on The Block (en) | Invité         | KBS                                  | |
| 2014  | Cool Kiz on The Block (en) | Invité         | KBS                                  | spécial Noël |
| 2015  | Day Day Up (en)            | Invité         | HBS (en) : Hunan Television          | avec Xu Jinglei, Wang Likun (en), Re Yi Zha, et Zhang Chao                                                                    |
| 2015  | A Date With Lu Yu (en)     | Invité         | Phoenix Television : Phoenix Chinese | |
| 2015  | Happy Camp (en)            | Invité         | HBS (en) : Hunan Television          | avec William Chan (en), Yang Yang et Zhang Han                                                                                |
| 2015  | Hidden Energy              | Invité juge    | ZRTG: Zhejiang Television            | |
| 2015  | Challenger's Alliance (en) | Fixed Cast     | ZRTG: Zhejiang Television            | avec Fan Bingbing, Li Chen, Lin Gengxin (en), Chen Handian, et Da Peng                                                        |
| 2016  | Day Day Up (en)            | Invité         | HBS (en) : Hunan Television          | avec Jessica Jung |
| 2016  | Ace VS Ace                 | Invité         | ZRTG (en) : Zhejiang Television (en) | avec le Hurry Up, Brother cast and the Challengers Union cast: Fan Bingbing, Li Chen, Lin Gengxin, Chen Handian, and Da Peng. |
| 2017  | The Rap of China           | Membre du Jury | iQiyi                                | |
| 2018  | The Rap of China           | Membre du Jury | iQiyi                                | |

## Discographie

### Collaborations et bandes sonores
| "Say Yes" (avec Jessica et Krystal)                                                   | 2014 | — | Make Your Move (en)         |
| "Time Boils The Rain"                                                                 | 2014 | 5 | Tiny Times 3 (en)           |
| "There is a Place"                                                                    | 2014 | 2 | Somewhere Only We Know (en) |
| "Bad Girl"                                                                            | 2015 |   | Single                      |
| Greenhouse Girl                                                                       | 2015 |   | Mr. Six (en)                |
| "—" signifie que le morceau n'est pas sorti dans cette région ou ne s'est pas classé. |      |   |                             |

## Distinctions
| Année | Récompense                                   | Catégorie                                    | Œuvre nommée                | Résultat   |
| ----- | -------------------------------------------- | -------------------------------------------- | --------------------------- | ---------- |
| 2014  | Sohu Fashion Awards,                         | Asian Fashion Icon of the Year               | N/A                         | Lauréat    |
| 2015  | Sina 15th Anniversary                        | Outstanding Youth Award                      | N/A                         | Lauréat    |
| 2015  | 3rd China International Film Festival London | Best New Actor                               | Somewhere Only We Know (en) | Lauréat    |
| 2015  | 3rd China International Film Festival London | Best Actor                                   | Somewhere Only We Know (en) | Nomination |
| 2015  | Asian Influence Awards                       | Most Influential Internet Male God           | N/A                         | Lauréat    |
| 2015  | NetEase Attitude Awards                      | Idol With Most Attitude on the Silver Screen | N/A                         | Lauréat    |
| 2016  | Sina Weibo Awards                            | Weibo King                                   | N/A                         | Lauréat    |
| 2016  | Sina Weibo Awards                            | Strong New Actor                             | Mr. Six (en)                | Lauréat    |
| 2016  | GMIC X Annual Awards                         | Mainland China Actor of the Year             | Mr. Six (en)                | Lauréat    |

## Voix françaises
- Alexandre Nguyen dans : XXX: Reactivated
- Frédéric Chau dans : Valérian et la Cité des mille planètes